# 耿夔
耿 夔（こう き、生没年不詳）は、後漢の軍人。字は定公。司隷扶風茂陵県の人。

## 生涯
耿国の次男として生まれた。89年（永元元年）、車騎将軍の竇憲の下で仮司馬となった。稽落山で北単于と戦って破った。車騎都尉に転じた。91年（永元3年）、大将軍となった竇憲が河西に進出すると、耿夔は大将軍左校尉となった。2月、竇憲の命により精鋭の騎兵800を率いて居延塞に進出し、北単于を金微山に包囲して、これを破った。単于の母の閼氏を捕らえ、粟邑侯に封じられた。92年（永元4年）1月、北匈奴の右谷蠡王於除鞬が自立して単于となり、後漢に降伏を願い出た。耿夔は北匈奴に派遣されて於除鞬に璽綬を授けた。中郎将となり、於除鞬を護衛した。竇憲が粛清されると、耿夔は免官され、爵位と封土を剥奪された。後に復帰して長水校尉となり、五原太守に任じられ、遼東太守に転じた。105年（元興元年）春、高句麗が遼東郡に侵入すると、耿夔はこれを撃破し、その渠帥を斬った。9月、耿夔は貊人を攻撃し、これを破った。109年（永初3年）、耿夔は鮮卑と諸郡の兵を率いて雁門に駐屯し、車騎将軍の何熙とともに南単于を攻撃した。110年（永初4年）1月、耿夔は南単于を属国故城で撃破した。111年（永初5年）、耿夔は雲中太守として、度遼将軍を代行した。114年（元初元年）、耿夔は罪に問われて獄に下され、死刑となるところを減刑されて笞200を受けた。121年（建光元年）、鄧遵に代わって度遼将軍となった。9月、鮮卑が雲中太守成厳を攻め殺し、烏桓校尉徐常を馬城で包囲すると、耿夔は幽州刺史の龐参とともに徐常を救援した。122年（延光元年）、虔人種羌と上郡胡が反乱を起こし、穀羅城を攻撃すると、耿夔は度遼将軍として諸郡の兵と烏桓騎を率いて赴き、これを撃破した。124年（延光3年）、耿夔は再び免官された。

## 伝記資料
- 『後漢書』巻19 列伝第9